# 西田各庄镇
西田各庄镇是中国北京市密云区下辖的一个镇，位于区境西南部，京密引水渠穿镇而过。中国科学院大气物理研究所在该镇建有地球系统数值模拟装置，该装置是怀柔科学城的一部分。

## 行政区划
西田各庄镇下辖4个社区居委会、34个村委会：西田各庄、怡然家园、大辛庄、沿村；西田各庄、董各庄、苍头、渤海寨、西恒河、小水峪、白道峪、小石尖、青甸、黄坨子、坟庄、龚庄子、河北庄、疃里、大辛庄、西智、太子务、东户部庄、韩各庄、建新、朝阳、卸甲山、马营、康各庄、西庄户、水洼屯、西沙地、兴盛、牛盆峪、署地、王庄、于家台、西山、沿村。